# 攀加崖岸

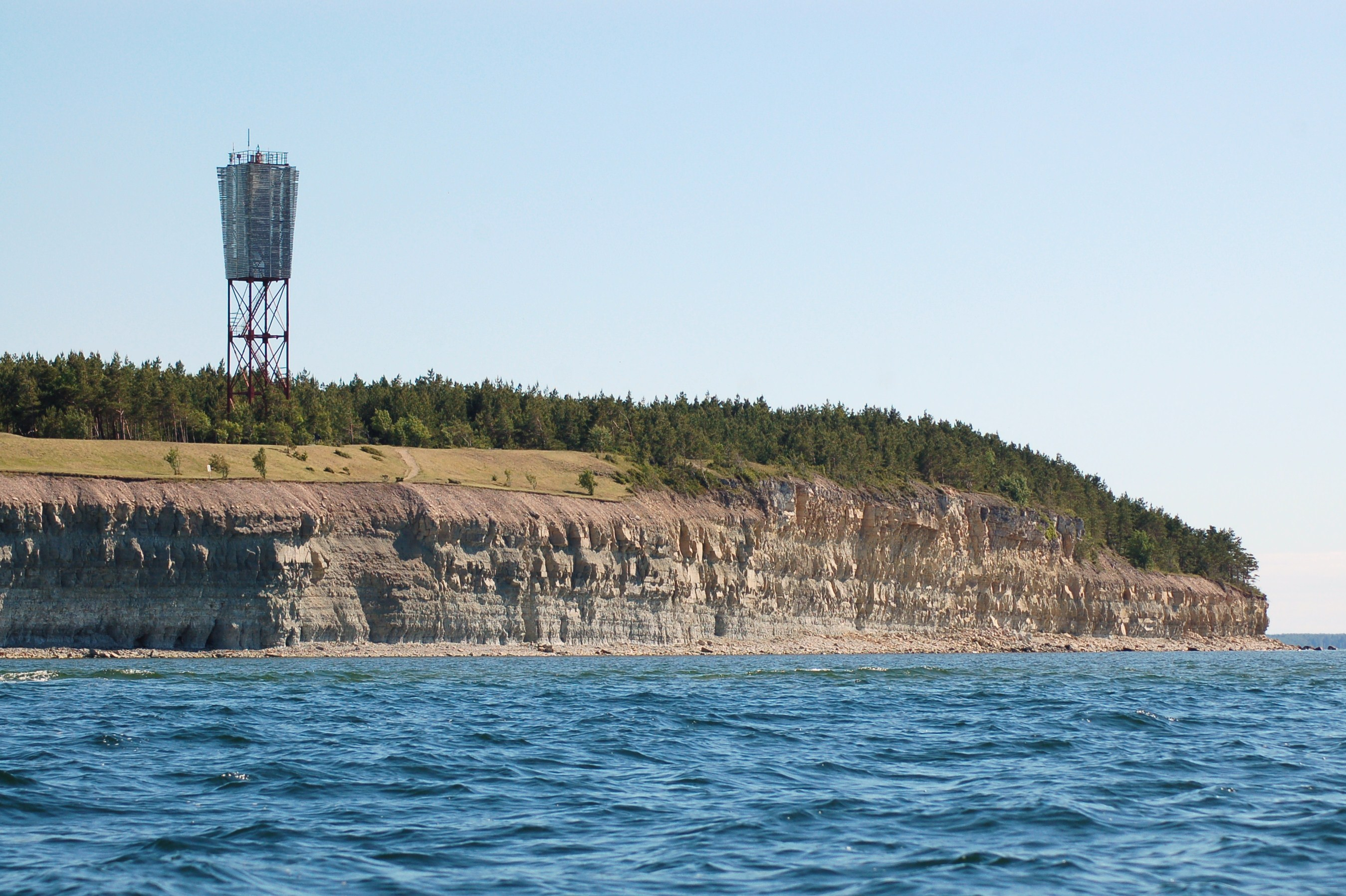

攀加崖岸是位於愛沙尼亞西部薩雷馬島的一個懸崖海岸地貌，最高處有20米高，長度約2.5公里。